# Liste der Naturdenkmale in Mötzingen
| Naturdenkmale | Anzahl |
| ------------- | ------ |
| FND           | 4      |
| END           | 2      |
| Gesamt        | 6      |

Die Liste der Naturdenkmale in Mötzingen nennt die verordneten Naturdenkmale (ND) der im baden-württembergischen Landkreis Böblingen liegenden Gemeinde Mötzingen. In Mötzingen gibt es insgesamt sechs als Naturdenkmal geschützte Objekte, davon vier flächenhafte Naturdenkmale (FND) und zwei Einzelgebilde-Naturdenkmale (END).
Stand: 1. November 2016.

## Flächenhafte Naturdenkmale (FND)
| Name                                       | Bild | Kennung     | Einzelheiten | Position | Fläche Hektar | Datum         |
| ------------------------------------------ | ---- | ----------- | ------------ | -------- | ------------- | ------------- |
| Dolinenkomplex Herrgottscheuer (7 Dolinen) |      | 81150340001 | Mötzingen    | ⊙        | 0,9           | 30. Mai 1994  |
| Halbtrockenrasen u. Gehölz Dobel           | BW   | 81150340003 | Mötzingen    | ⊙        | 0,3           | 19. Feb. 1993 |
| Pflanzenstandort Unterer Erlenbrunnen      | BW   | 81150340004 | Mötzingen    | ⊙        | 0,1           | 19. Feb. 1993 |
| Schachthöhle Pommerlesloch                 |      | 81150340002 | Mötzingen    | ⊙        | 0,0           | 30. Mai 1994  |
| Legende für Naturdenkmal                   |      |             |              |          |               |               |

## Einzelgebilde (END)
| Name                     | Bild | Kennung     | Einzelheiten | Position | Fläche Hektar | Datum         |
| ------------------------ | ---- | ----------- | ------------ | -------- | ------------- | ------------- |
| Eiche am Unteren Bühle   | BW   | 81150340006 | Mötzingen    | ⊙        | 0,0           | 19. Feb. 1993 |
| Mostbirnbaum am Brand    | BW   | 81150340005 | Mötzingen    | ⊙        | 0,0           | 19. Feb. 1993 |
| Legende für Naturdenkmal |      |             |              |          |               |               |